# Booty Wood
Mitchell W. „Booty“ bzw. „Bootie“ Wood (* 27. Dezember 1919 in Dayton (Ohio); † 10. Juni 1987 ebendort) war ein US-amerikanischer Jazzposaunist, der laut Allmusic in der Band von Duke Ellington „humorvolle, effektvolle und überschäumende Soli mit dem Plunger-Dämpfer beisteuerte“.

## Leben und Wirken
Wood begann seine Karriere als  professioneller Musiker Ende der 1930er-Jahre bei Snooky Young. 1938/39 spielte er bei Chick Carter’s Dixie Rhythm Boys, 1940/41 bei Jimmy Raschel, danach bei Tiny Bradshaw und Lionel Hampton. Während des Zweiten Weltkriegs spielte er in einer Band der United States Navy mit Clark Terry, Willie Smith und Gerald Wilson; nach Kriegsende kehrte er zu Hampton zurück. Mit dessen Orchester entstanden 1944 in New York erste Aufnahmen für Decca Records. Ab 1947 arbeitete er mit Arnett Cobb, 1948/50 im Orchester von Erskine Hawkins. Er nahm ferner mit Milt Buckner, Ernie Fields und Willis Jackson auf.
Ab den frühen 1950er-Jahren spielte er im Count Basie Orchestra, arbeitete dann aber mehrere Jahre außerhalb des Musikgeschäfts bei der Post. Ab Mai 1959 spielte er im Duke Ellington Orchestra, wo er den Platz von John Sanders übernahm und mit Britt Woodman und Quentin Jackson den Posaunensatz bildete. Er wirkte auch bei Alben wie The Nutcracker Suite, Peer Gynt Suites und Piano in the Background (1960) mit; als Solist ist er u. a. in „C Jam Blues“ (auf Blues in Orbit) zu hören. Er trat mit Ellington auf dem Monterey Jazz Festival auf. In dieser Zeit nahm er auch mit Ellington-Musikern wie Paul Gonsalves (Ellingtonia Moods and Blues), Johnny Hodges, Harry Carney und Jimmy Hamilton auf. Er blieb bis Ende 1960 in der Band, kehrte jedoch 1963 kurz ins Ellington-Orchester zurück und arbeitete dann wieder in den frühen 70ern bis zu Ellingtons Tod in dessen Orchester bzw. in der von Mercer Ellington weitergeführten Band.
1979 trat Wood als Mitglied der Basie-Band auf dem Montreux Jazz Festival auf (On the Road) und war an dessen Aufnahmen mit Joe Turner/Eddie Cleanhead Vinson (Kansas City Shout), Ella Fitzgerald (A Classy Pair, 1979), Sarah Vaughan (Send in the Clowns, 1981) und einem Fernsehauftritt mit Frank Sinatra beteiligt. Mitte der 1980er-Jahre verließ er die Basie-Band und zog sich aus dem Musikgeschäft zurück.
Unter eigenem Namen spielte er 1960 für Master Jazz Recordings das Album Hang in There mit einer All-Stars-Besetzung ein, zu der Harold „Shorty“ Baker, Johnny Hodges, Paul Gonsalves, Ram Ramirez, Aaron Bell, Oliver Jackson, Vic Dickenson, Dicky Wells und Sir Charles Thompson gehörten. 1978 entstand in Paris für Black & Blue Records das Album Chelsea Bridge (mit Cat Anderson, Norris Turney, Harold Ashby, Raymond Fol, Aaron Bell und Sam Woodyard). Im Bereich des Jazz war er zwischen 1951 und 1984 an 138 Aufnahmesessions beteiligt, u. a. auch mit Earl Hines (1968), Snooky Young (1971), Cootie Williams (1976), Cat Anderson (1978) und Cleveland Eaton (1980). In späteren Jahren kehrte er in seinen Geburtsort Dayton zurück, wo er 1987 starb. Er ist auf dem  Woodland Cemetery and Arboretum in Dayton begraben.